# Billy Celeski
Billy Celeski (nacido el 14 de julio de 1985) es un futbolista australiano que se desempeña como centrocampista.
En 2009, Billy Celeski jugó para la selección de fútbol de Australia.

## Trayectoria

### Clubes
| Club                  | País                   | Año         |
| --------------------- | ---------------------- | ----------- |
| Bulleen Zebras        | Australia              | 2004 - 2005 |
| Perth Glory           | Australia              | 2005 - 2006 |
| Bulleen Zebras        | Australia              | 2006 - 2007 |
| Perth Glory           | Australia              | 2007 - 2008 |
| Melbourne Victory     | Australia              | 2008 - 2013 |
| Al-Shaab              | Emiratos Árabes Unidos | 2013 - 2014 |
| Liaoning Whowin       | China                  | 2014        |
| Newcastle United Jets | Australia              | 2014 - 2015 |
| Ventforet Kofu        | Japón                  | 2016        |

### Selección nacional
| Selección | País      | Año  |
| --------- | --------- | ---- |
| Absoluta  | Australia | 2009 |

## Estadística de equipo nacional
| Selección de fútbol de Australia | Selección de fútbol de Australia | Selección de fútbol de Australia |
| Año                              | Part.                            | Goles                            |
| -------------------------------- | -------------------------------- | -------------------------------- |
| 2009                             | 1                                | 0                                |
| Total                            | 1                                | 0                                |